# هواگردسازی پیت‌کیرن
هواگردسازی پیت‌کیرن (به انگلیسی: Pitcairn Aircraft Company) یک شرکت آمریکایی سازنده هواپیماهای کوچک و هواچرخ بود که درس ال ۱۹۲۶ به دست مهندس هارولد پیت‌کیرن بنیان‌گذاری شد. این شرکت در سال ۱۹۴۸ میلادی منحل شد. هارولد فردریک نیز در سن ۶۲ سالگی در سال ۱۹۶۰ میلادی درگذشت. برخی از محصولات این شرکت در اداره پست آمریکا برای تحویل نامه‌ها در دهه ۱۹۲۰ و ۱۹۳۰ میلادی به کار رفتند.

## تاریخچه
مهندس هارولد پیت‌کیرن در سال ۱۹۲۴ میلادی یک مدرسهٔ هوانوردی تأسیس کرد و خدمات هوایی ارائه می‌کرد. در سال ۱۹۲۶ تصمیم گرفت یک شرکت بنیان نهد و نخستین محصول خود را با نام «پی‌ای-۱» تولید نماید. در سال ۱۹۲۸ امتیاز خط تولید سییروا سی-۸ را از مهندس خوآن سییروا بنیانگذار هواگردسازی سییروا خرید تا دانش خود را در این زمینه افزایش دهد. این شرکت چند محصول مشترک نیز با همکاری هواگردسازی سییروا تولید کرد.

## نگارخانه

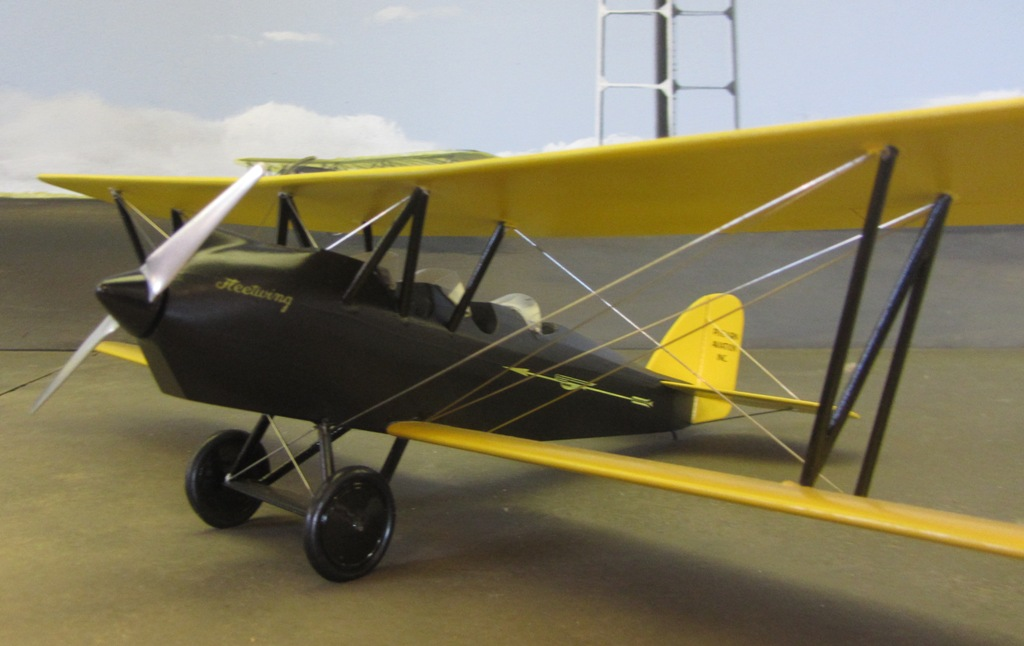
پی‌ای-۱ (۰ فروند)
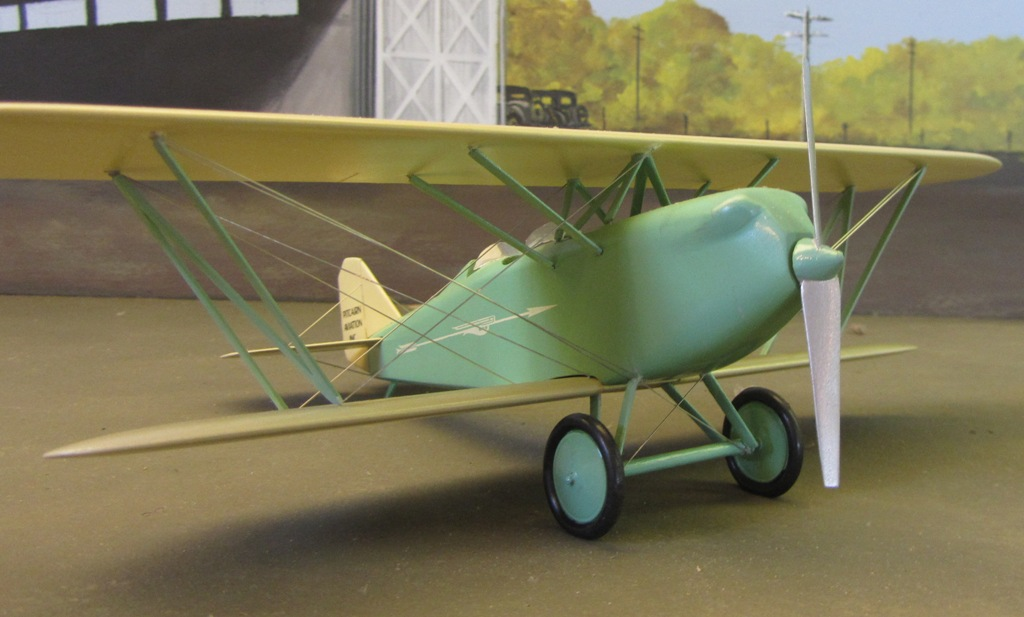
پی‌ای-۲ (۱ فروند)
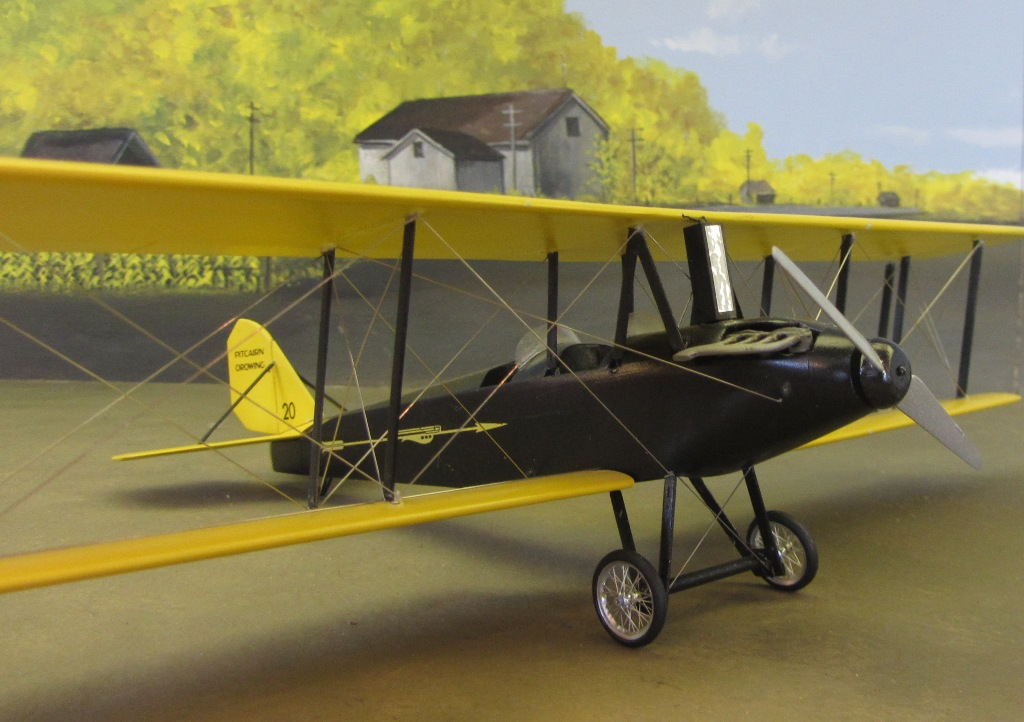
پی‌ای-۳ (۳۵ فروند)
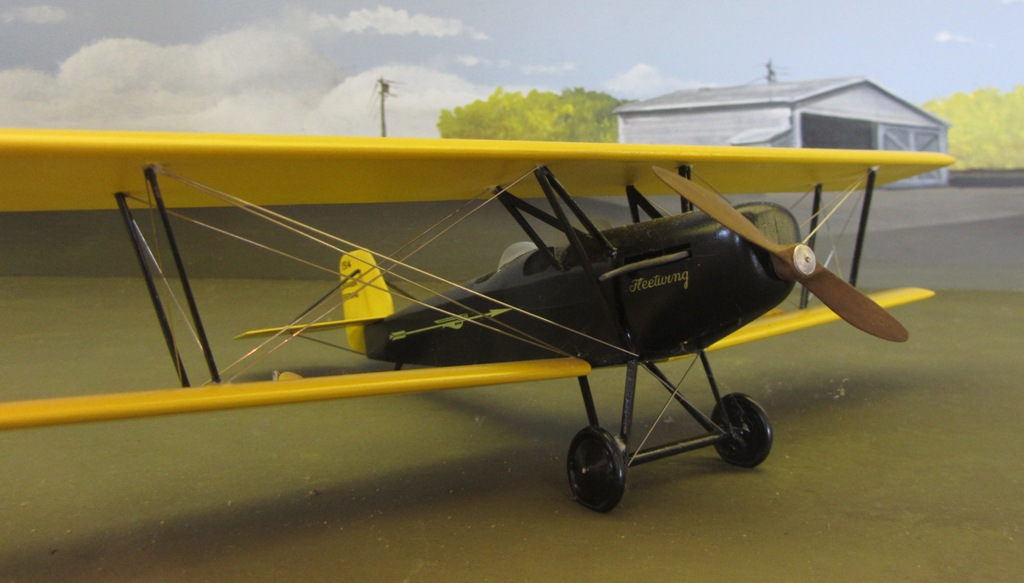
پی‌ای-۴ (۱۰ فروند)
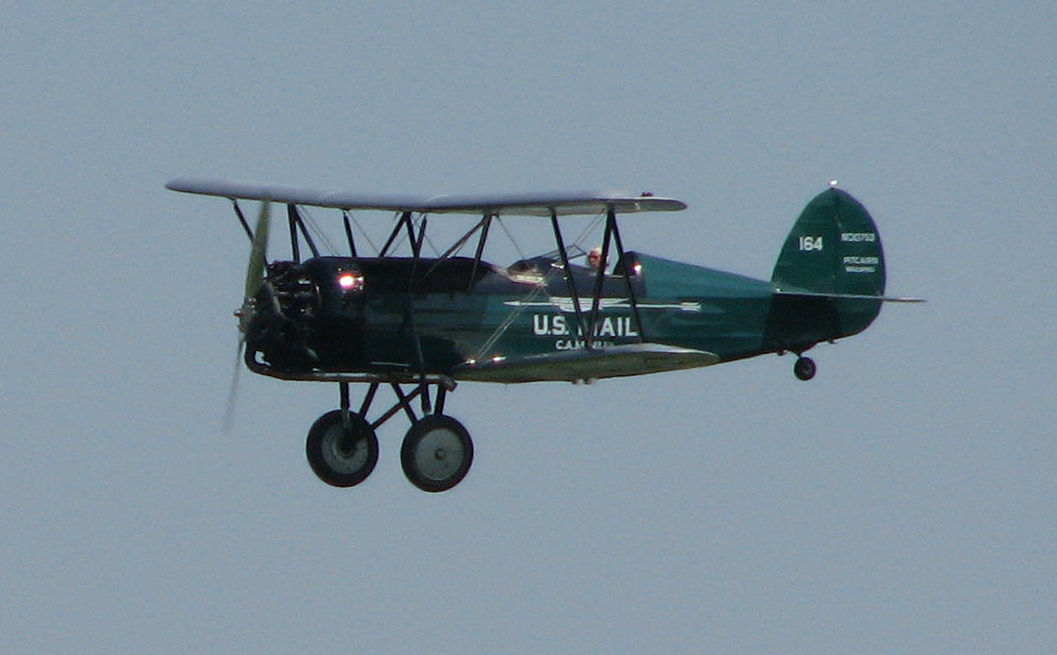
پی‌ای-۵ - پی‌ای-۶ - پی‌ای-۷ - پی‌ای-۸ (۱۴۰ فروند مجموع)
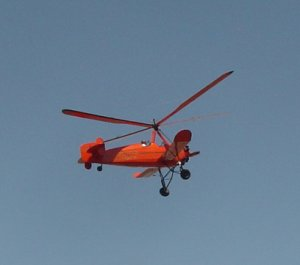
پیت‌کرن پی‌ای-۱۸ (۵۵ فروند)
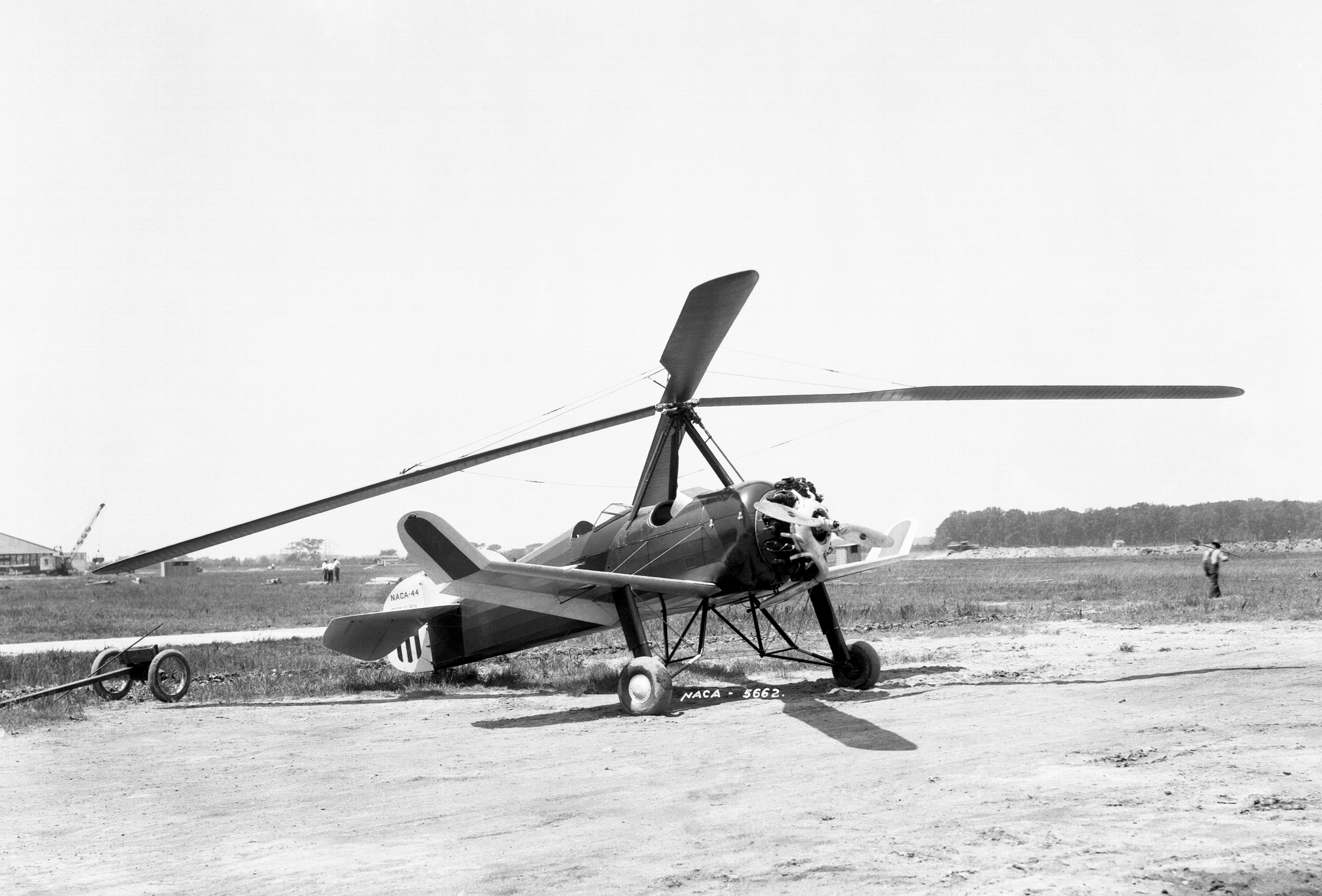
پیت‌کیرن پی‌سی‌ای-۲ پی‌سی‌اِی-۲ (۵۲ فروند)
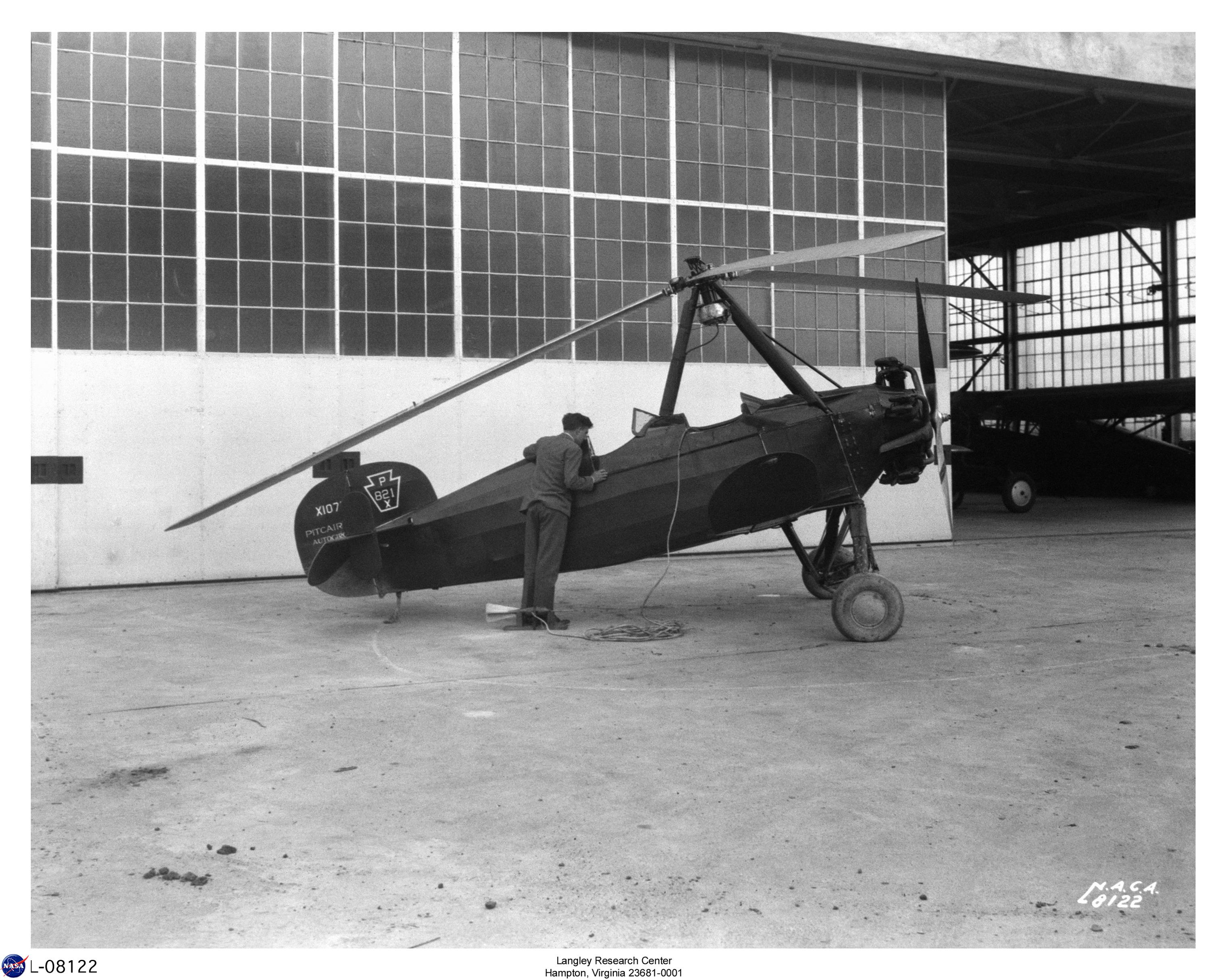
پی‌اِی‌اِی-۱ (۲۵ فروند)
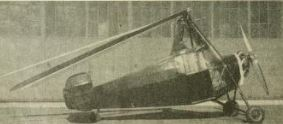
پی‌اِی-۲۲ (۲ فروند)
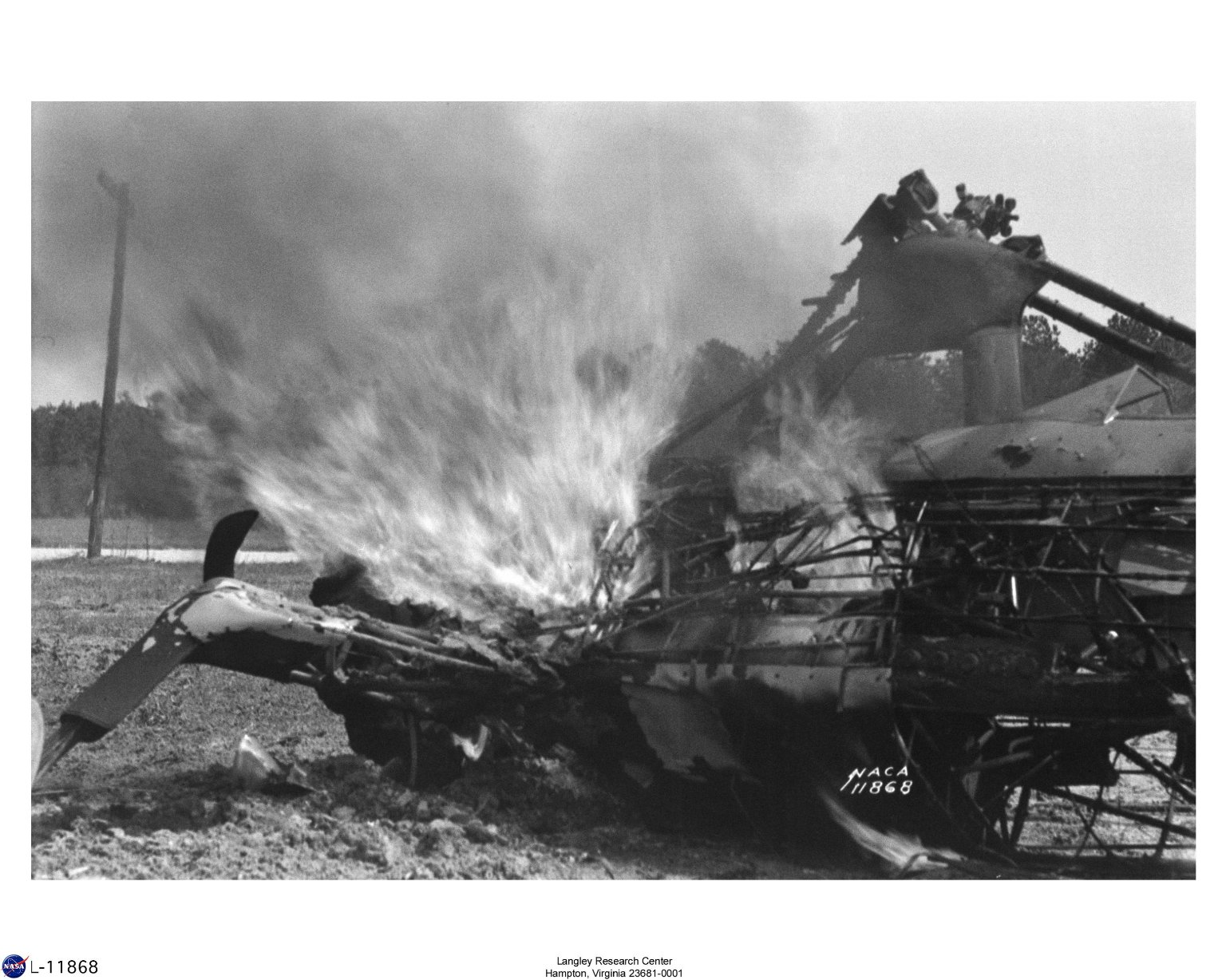
پی‌اِی-۳۴ (۴ فروند)
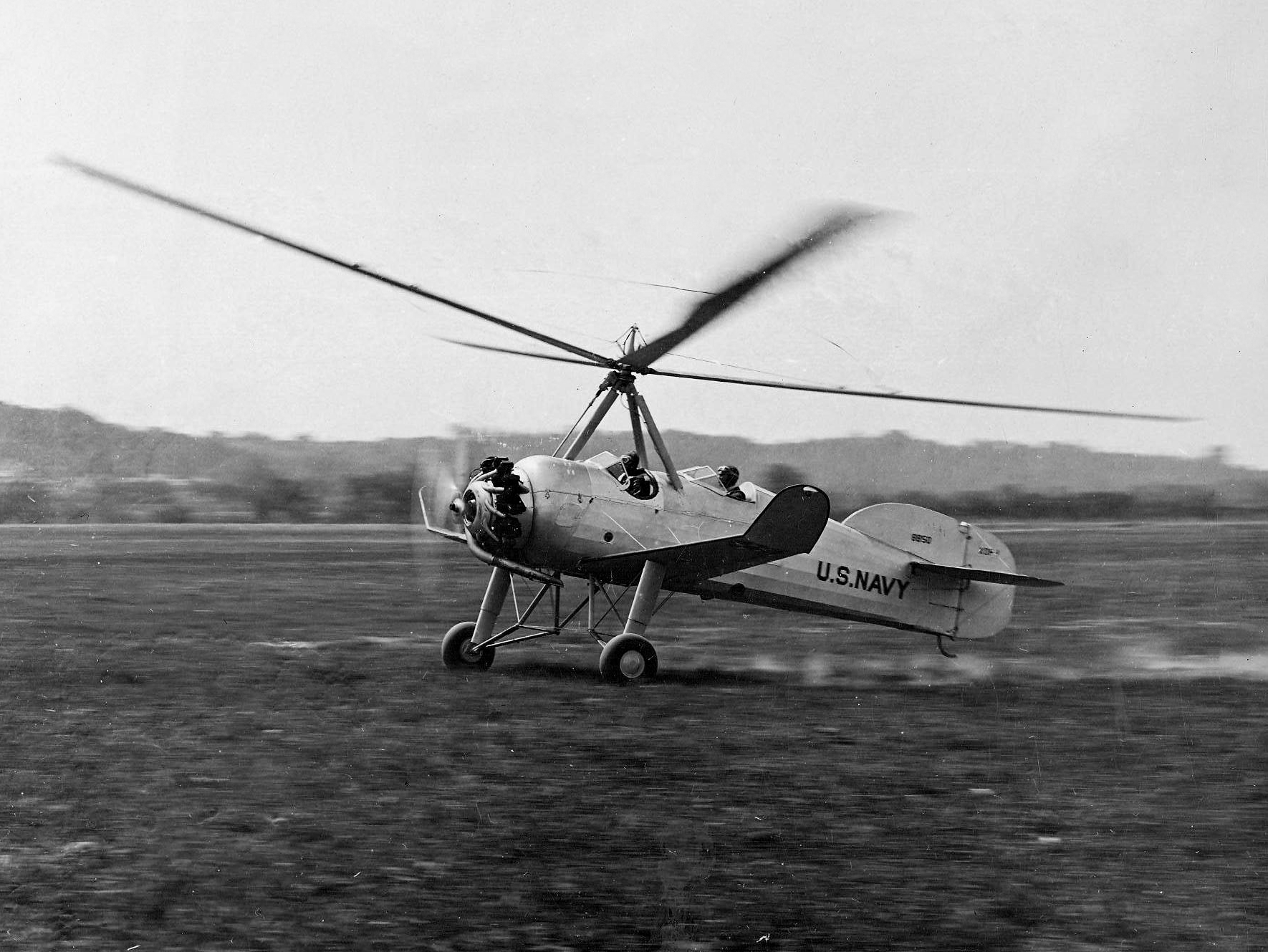
اوپی-۱ (۲ فروند)
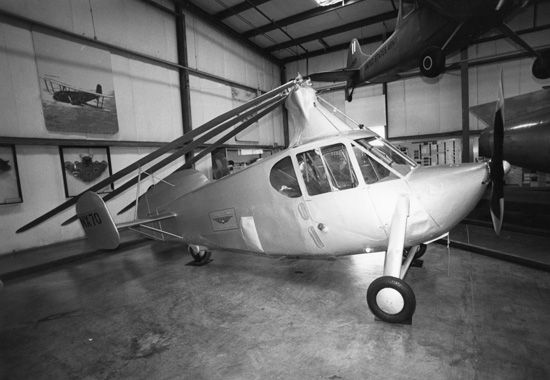
اِی‌سی-۳۵ (۱ فروند)
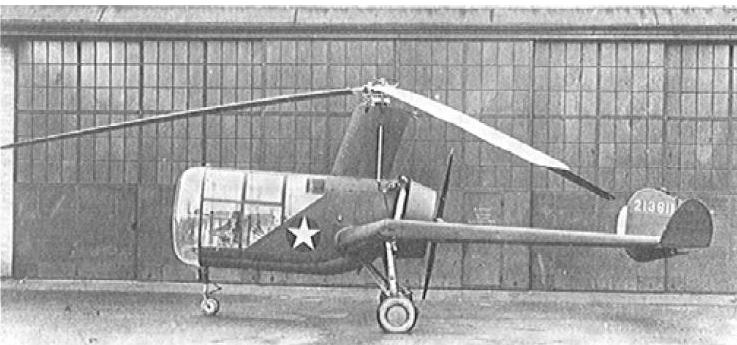
ایکس‌او-۶۱ (۱ فروند)